# Crotalaria excisa
Crotalaria excisa är en ärtväxtart som först beskrevs av Carl Peter Thunberg, och fick sitt nu gällande namn av Baker f.. Crotalaria excisa ingår i släktet sunnhampor, och familjen ärtväxter.

## Underarter
Arten delas in i följande underarter:
- C. e. excisa
- C. e. namaquensis